# District historique de Roaring Fork
Le district historique de Roaring Fork – ou Roaring Fork Historic District en anglais – est un district historique américain situé dans le comté de Sevier, dans le Tennessee. Protégé au sein du parc national des Great Smoky Mountains, il est inscrit au Registre national des lieux historiques depuis le 16 mars 1976. Il est desservi par le Roaring Fork Motor Nature Trail.